# Moro, Arkansas
Moro är en ort i Lee County i Arkansas. Enligt 2010 års folkräkning hade orten 216 invånare.